# 埃夫特
埃夫特智能装备股份有限公司（上交所：688165，简称：埃夫特-U，扩位简称：埃夫特智能），是中国上海证券交易所的一家上市公司，主营业务为工业机器人整机及其核心零部件、系统集成的研发、生产和销售。

## 历史
公司前身为芜湖奇瑞装备有限责任公司，成立于2007年8月2日，由奇瑞汽车出资设立。2012年2月17日，芜湖奇瑞装备有限责任公司更名为安徽埃夫特智能装备有限公司。2016年5月31日，公司变更为股份公司并更名为埃夫特智能装备股份有限公司。
2020年7月15日，在上海证券交易所科创板挂牌上市，为芜湖市首个科创板上市公司。科创板股票代码为“688165”，后三位数字165代表埃夫特第一款自主研发的165Kg重载点焊机器人。
公司总部位于安徽省芜湖市，现任董事长为许礼进。
2020年，公司实现营业收入11.34亿元，同比下降10.6%；净亏损1.69亿元。